# Quartiers Nord (album)
Pour les articles homonymes, voir Quartiers Nord.
Albums de Alonzo
Stone
(2019) Longue vie à nous
(2025)
Quartiers Nord est le septième album d'Alonzo sorti le 20 mai 2022.

## Liste des pistes
| No  | Titre                              | Producteur(s)               | Durée |
| --- | ---------------------------------- | --------------------------- | ----- |
| 1.  | Les pieds sur terre                | HuFel Beatz                 | 2:29  |
| 2.  | LVDC                               | OCB, Spike Miller           | 2:53  |
| 3.  | Plaqué 1.3                         | Spike Miller, Arty, Noxious | 2:53  |
| 4.  | Quartiers Nord                     | Arty, Noxious, Vertx        | 3:53  |
| 5.  | Héritiers                          | Noxious, Arty               | 2:44  |
| 6.  | Le doublé                          | Nicolas Romano              | 3:01  |
| 7.  | Vallon des Auffes                  | HuFel Beatz                 | 3:11  |
| 8.  | Fréro                              | AvyRunUp                    | 3:43  |
| 9.  | Tout va bien (feat. Ninho & Naps)  | SHK, Scar                   | 3:13  |
| 10. | Ciao la France (feat. Skinny Flex) | HuFel Beatz                 | 3:02  |
| 11. | J'ai grandi (feat. FAYV)           | HuFel Beatz                 | 3:28  |
| 12. | Paddock                            | AvyRunUp                    | 3:09  |
| 13. | Bison                              | Spike Miller, Raaji         | 2:46  |
| 14. | Bumpy                              | Nicolas Romano              | 3:04  |
| 15. | Problèmes                          | Bij                         | 3:15  |
| 16. | Capo reste capo                    | Washy, Wizbossa             | 2:42  |

| 17. | Traficante     | Spike Miller, HuFel Beatz | 3:09 |
| 18. | Dodi Al-Fayed  | Slaik, Nehzia             | 2:43 |
| 19. | 120 €          | Russel, Spike Miller      | 2:57 |
| 20. | La grande fête | Skillano, HuFel Beatz     | 3:35 |
| 21. | Bali           | AvyRunUp, Spike Miller    | 2:50 |

## Clips vidéos
- Traficante : 3 mars 2022
- Plaqué 1.3 : 4 mai 2022
- Tout va bien (feat. Ninho & Naps) : 29 juin 2022
- J'ai grandi (feat. FAYV) : 25 janvier 2023

## Titres certifiés en France
- Tout va bien (feat. Ninho & Naps)  Diamant[2]
- Traficante  Diamant[3]

## Certifications et classements

### Classements
| Classement (2022)            | Meilleure position |
| ---------------------------- | ------------------ |
| Belgique (Wallonie Ultratop) | 21                 |
| France (SNEP)                | 3                  |
| Suisse (Schweizer Hitparade) | 34                 |

### Certifications et ventes
| Région        | Certification | Ventes/Streams |
| ------------- | ------------- | -------------- |
| France (SNEP) | Platine       | 100 000        |